# Campeonato Regional de Fútbol de Maio 2015-16
El Campeonato Regional de Fútbol de Maio 2015-16 es el campeonato de fútbol que se juega en la isla de Maio. Empezó el 23 de enero de 2016 y terminó el 8 de mayo de 2016. El torneo lo organiza la Federación de Fútbol de Maio.
En esta temporada está formada por siete equipos, vuelven el Barreirense y el Beira-Mar que no participaron en la temporada anterior. También se instaura la segunda división compuesto por cuatro equipos de la cual ascenderá el que finalice en primera posición, y de la primera división no desciende ninguno en esta edición.
Académico 83 es el equipo defensor del título. La competición la disputaron un total de 7 equipos, se juega a 14 jornadas a ida y vuelta. Todos los partidos se juegan en el estadio Municipal 20 de Janeiro.

## Equipos participantes
- Académica da Calheta
- Académico 83
- Barreirense
- Beira-Mar
- Morrerense
- Onze Unidos
- Santana

## Tabla de posiciones
Actualizado a 8 de mayo de 2016
|   | Equipo               | PJ | PG | PE | PP | GF | GC | DG  | PTS |
| - | -------------------- | -- | -- | -- | -- | -- | -- | --- | --- |
| 1 | Académico 83         | 12 | 9  | 2  | 1  | 34 | 10 | +24 | 29  |
| 2 | Académica da Calheta | 12 | 8  | 1  | 3  | 27 | 9  | +18 | 25  |
| 3 | Onze Unidos          | 12 | 7  | 2  | 3  | 23 | 13 | +10 | 23  |
| 4 | Morrerense           | 12 | 5  | 3  | 4  | 18 | 10 | +8  | 18  |
| 5 | Santana              | 12 | 4  | 2  | 6  | 13 | 25 | -12 | 14  |
| 6 | Barreirense          | 12 | 2  | 1  | 9  | 15 | 36 | -21 | 7   |
| 7 | Beira-Mar            | 12 | 1  | 1  | 10 | 7  | 34 | -27 | 4   |

|  | Clasificado para el campeonato caboverdiano de fútbol 2016. |

(C) Campeón

## Resultados
| Onze Unidos  | 3 - 0 | Beira-Mar            | 23 de enero |
| Santana      | 0 - 3 | Morrerense           | 24 de enero |
| Académico 83 | 1 - 1 | Académica da Calheta | 24 de enero |

| Beira-Mar            | 1 - 5 | Académico 83 | 30 de enero |
| Académica da Calheta | 6 - 0 | Santana      | 31 de enero |
| Barreirense          | 1 - 1 | Onze Unidos  | 31 de enero |

| Barreirense | 0 - 4 | Académica da Calheta | 6 de febrero |
| Morrerense  | 0 - 0 | Beira-Mar            | 7 de febrero |
| Onze Unidos | 1 - 2 | Académico 83         | 7 de febrero |

| Santana     | 2 - 2 | Académico 83 | 13 de febrero |
| Barreirense | 3 - 2 | Beira-Mar    | 14 de febrero |
| Morrerense  | 1 - 1 | Onze Unidos  | 14 de febrero |

| Morrerense | 3 - 2 | Barreirense          | 20 de febrero |
| Santana    | 2 - 1 | Onze Unidos          | 21 de febrero |
| Beira-Mar  | 1 - 2 | Académica da Calheta | 21 de febrero |

| Onze Unidos  | 1 - 3 | Académica da Calheta | 27 de febrero |
| Santana      | 5 - 2 | Barreirense          | 28 de febrero |
| Académico 83 | 1 - 0 | Morrerense           | 28 de febrero |

| Académico 83         | 2 - 0 | Barreirense | 5 de marzo |
| Beira-Mar            | 1 - 0 | Santana     | 6 de marzo |
| Académica da Calheta | 1 - 0 | Morrerense  | 6 de marzo |

| Morrerense           | 0 - 0 | Santana      | 12 de marzo |
| Beira-Mar            | 0 - 5 | Onze Unidos  | 13 de marzo |
| Académica da Calheta | 1 - 2 | Académico 83 | 13 de marzo |

| Académico 83 | 5 - 0 | Beira-Mar            | 25 de marzo |
| Onze Unidos  | 2 - 1 | Barreirense          | 26 de marzo |
| Santana      | 0 - 2 | Académica da Calheta | 26 de marzo |

| Beira-Mar            | 0 - 4 | Morrerense  | 3 de abril  |
| Académico 83         | 0 - 2 | Onze Unidos | 3 de abril  |
| Académica da Calheta | 3 - 0 | Barreirense | 13 de abril |

| Beira-Mar    | 2 - 4 | Barreirense | 9 de abril  |
| Académico 83 | 6 - 1 | Santana     | 10 de abril |
| Onze Unidos  | 2 - 1 | Morrerense  | 10 de abril |

| Onze Unidos          | 2 - 1 | Santana    | 16 de abril |
| Académica da Calheta | 2 - 0 | Beira-Mar  | 17 de abril |
| Barreirense          | 1 - 4 | Morrerense | 17 de abril |

| Académica da Calheta | 1 - 2 | Onze Unidos  | 22 de abril |
| Barreirense          | 0 - 1 | Santana      | 23 de abril |
| Morrerense           | 0 - 1 | Académico 83 | 23 de abril |

| Barreirense | 1 - 7 | Académico 83         | 7 de mayo |
| Santana     | 1 - 0 | Beira-Mar            | 8 de mayo |
| Morrerense  | 2 - 1 | Académica da Calheta | 8 de mayo |

### Evolución de las posiciones
| Equipo / Jornada     | 01 | 02 | 03 | 04 | 05 | 06 | 07 | 08 | 09 | 10 | 11 | 12 | 13 | 14 |
| -------------------- | -- | -- | -- | -- | -- | -- | -- | -- | -- | -- | -- | -- | -- | -- |
| Académica da Calheta | 3  | 1  | 1  | 2  | 1  | 1  | 1  | 2  | 2  | 1  | 2  | 1  | 2  | 2  |
| Académico 83         | 4  | 2  | 2  | 1  | 2  | 2  | 2  | 1  | 1  | 2  | 1  | 2  | 1  | 1  |
| Barreirense          | 5  | 5  | 5  | 5  | 5  | 6  | 7  | 6  | 6  | 6  | 6  | 6  | 6  | 6  |
| Beira-Mar            | 6  | 6  | 6  | 6  | 7  | 7  | 6  | 7  | 7  | 7  | 7  | 7  | 7  | 7  |
| Morrerense           | 1  | 4  | 3  | 3  | 3  | 3  | 3  | 3  | 4  | 4  | 4  | 4  | 4  | 4  |
| Onze Unidos          | 2  | 3  | 4  | 4  | 4  | 5  | 5  | 4  | 3  | 3  | 3  | 3  | 3  | 3  |
| Santana              | 7  | 7  | 7  | 7  | 6  | 4  | 4  | 5  | 5  | 5  | 5  | 5  | 5  | 5  |

| Campeón Académico 83 7.o título |

## Estadísticas
- Mayor goleada:

Académica Calheta 6 - 0 Santana (31 de enero)
Bairrerense 1 - 7 Académico 83 (7 de mayo)
- Partido con más goles: Bairrerense 1 - 7 Académico 83 (7 de mayo)
- Mejor racha ganadora: Onze Unidos; 6 jornadas (jornada 8 a 13)
- Mejor racha invicta: Académico 83; 8 jornadas (jornada 1 a 9, incluye jornada de descanso)
- Mejor racha marcando: Onze Unidos y Académica Calheta 12 jornadas (jornada 1 a 14, incluye jornada de descanso)
- Mejores racha imbatida: Académica Calheta; 3 jornadas (jornada 9 a 12, incluye jornada de descanso)